# 胡勇
胡勇（约1937年—2022年），原名胡世满，湖南湘潭人，1950年代在时驻海南的四十七军某部当兵。1957年参加工作，是长沙汽车电器厂工人，文化大革命中成为“工联”负责人，1968年4月任湖南省革命委员会副主任。1968年8月特批入党，后任省总工会副主任，中共湖南省委候补委员，长沙汽车电器厂党委副书记，为中共九大、十大代表。文革后开除党籍。1982年5月，被判处有期徒刑15年，剥夺政治权利3年。2022年逝世。